# Reaktant
En reaktant er en kemisk forbindelse der danner udgangspunkt for en kemisk reaktion. De kemiske forbindelser der reagerer med hinanden i en kemisk reaktion, kaldes reaktanter, mens de kemiske forbindelser der dannes ved en kemisk reaktion, kaldes produkter. I et reaktionsskema vil reaktanterne stå før pilen, mens produkterne vil stå efter pilen. 
En reaktant eller en reagens er et "substrat eller stof der bliver tilsat i et system for at starte en kemisk reaktion eller som tilsættes for at se, om der sker en reaktion." Selvom termen reaktant eller reagens ofte bruges synonymt, så er reaktant mere specifikt en "substans der bliver forbrugt i løbet af en kemisk reaktion". Solventer bliver normalt ikke omtalt som reaktanter, selvom de er involverede i en reaktion. Ligeledes bliver katalysatorer ikke forbrugt i en reaktion, og er derfor heller ikke en reaktant.
I organisk kemi er reaktanter stoffer eller blanding, som ofte består af uorganiske eller små organiske molekyler, der bruges til at omdanne et organisk substrat. Eksempler på organiske reaktanter er Collins reagens, Fentons reagens og Grignard reagens. Der er også analytiske reagenser som bruges til at bekræfte tilstedeværelsen af andre stoffer. Eksempler på disse tæller Fehlings reagens, Millons reagens og Tollens' reagens.
Ved køb af reagenser er der angivet en renhed på stofferne. Dette er vigtig i forbindelse med kemiske analyser, særlige reaktioner og fysiske undersøgelser. Standarder for reagenser bestemmes af organisationer som ASTM International eller American Chemical Society. Eksempelvis har vand købt som reagens meget få urenheder i form af natrium, chlor, siliciumdioxid og bakterier og meget høj elektrisk resistivitet.